# NGC 2922
NGC 2922 في الفهرس العام الجديد، هي مجرة، تقع في كوكبة الأسد الأصغر. اكتشفت في 18 مارس 1884 بواسطة إدوارد ستيفان.

## روابط خارجية
- NGC 2922 على موقع ويكي سكاي: DSS2, SDSS, GALEX, IRAS, Hydrogen α, X-Ray, Astrophoto, Sky Map, Articles and images